# Тритан

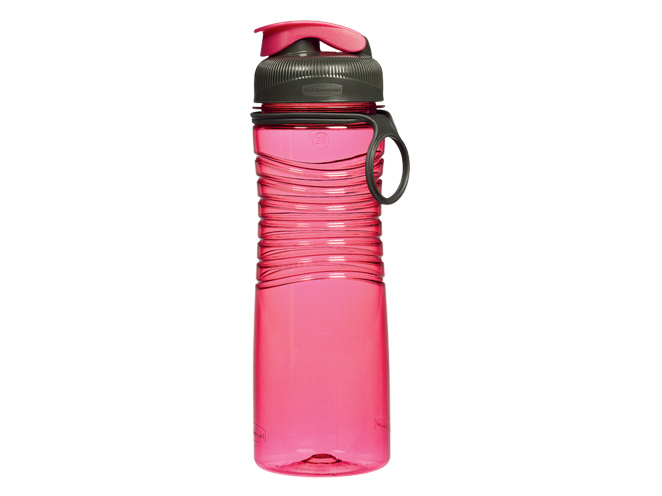
Пляшка з тритану

Тритан (англ. Tritan) — торгова марка пластику, термопластичний поліестер американського виробника Eastman Chemical. Використовується, наприклад, при виробництві пляшок та фляг для пиття. Пластик був представлений у 2007 році.
Показаний в рекламі факт, що матеріал нешкідливий для харчових цілей, бо він не містить бісфенолу А, гормоноактивної речовини, яка зазвичай використовується в технології пластмас, є суперечливим.

## Властивості та склад

Диметилтерефталат.

Прозорий аморфний термопластик з родини кополіефірів. Пропонує хороший компроміс властивостей, поєднуючи температурну, механічну та хімічну стійкість на додаток до прозорості. Однак за деякими даними тритан має меншу ударостійкість і менший термін служби в порівнянні з полікарбонатом.
Виготовляється з трьох мономерів: диметилтерефталат, 2,2,4,4-тетраметил-1,3-циклобутандіол та 1,4-циклогександиметанол.
Деякі сполуки не містять добавок тоді як інші містять менше ніж 10 % добавок,. Зокрема антиоксиданти, анти-УФ-агенти, засоби проти цвілі, мастила, антистатики та модифікатори в'язкості.
Деякі сорти тритану належать до FDA USP класу VI та ISO 10993 і можуть бути використані в медичних цілях.

## Безпечність
Деякі добавки або домішки в тритані можуть мігрувати у воду. Ці речовини включають 2-феноксиетанол (CAS 122-99-6), диметил-ізофталат (CAS 1459-93-4), 4-нонілфенол (CAS 104-40-5), бісфенол A (CAS 80-05-7) та бензил бутилфталат (CAS — 85-68-7), але в концентраціях, які значно нижчі правових порогових значень.
Доктор Кетрін Сімоно з дослідницької лабораторії Європейської Комісії вивчила сім пляшечок для немовлят, отриманих із США, і міграційні тести не виявили жодної речовини з переліку розшукуваних, однак вона зазначила, що обсяг вибірки був обмеженим, і було б необхідне більш поглиблене дослідження.

## Вебпосилання
- Вебсайт виробника